# ファーネス鉄道K2形蒸気機関車
ファーネス鉄道21形 (Furness Railway 21 class、ボブ・ラッシュによりK2形に分類)または"Larger Seagulls"は、イギリスのファーネス鉄道向けに製造された蒸気機関車の一形式である。120形（K1形）の後継機として、より重量を増して設計された。18インチ×24インチ（457 mm × 610 mm）のシリンダーに6フィート0インチ（1.829 m）の動輪を持つ。

## 番号
1896年に製造された最初の6両はファーネス鉄道により、21、22、34、35、36、37号（製造番号は4174 - 4179）の番号が割り振られた。1900年には124 - 125号 (製造番号は4651–4652)の2両が増備された。1913年には34号と37号はにフェニックス煙室過熱蒸気発生装置を実験的に装備したが、翌年撤去された。21号、22号、34号、35号は44 - 47号へ改番された。
1923年にファーネス鉄道がロンドン・ミッドランド・アンド・スコティッシュ鉄道（LMS）に併合され、現役で稼働していた8台はLMSの10135 - 10142号機 (ファーネス鉄道時代の番号に基づく)へと改番された。ファーネス鉄道と同じバロー＝イン＝ファーネスとホワイトヘブン間で1920年代後半から1930年代初頭まで使用された。引退後は全機解体され現存しない。

## 炭水車
D3形で使用された6輪の炭水車が備え付けられた。水11,000リットル、石炭3.6トンを搭載でき、重量は28.70 tである。

## 作品での登場
児童書汽車のえほんの作者ウィルバート・オードリーはエドワードを"Larger Seagull"を参考にして作成したが、トップハム・ハット卿の鉄道で働き始めた後の改装(特に運転台と炭水車) で原型は曖昧になっている。あと、エドワードは、クラスK2の6番目の機関車である。オードリー牧師は、機関車のイラストの正確性または整合性を意識していなかった最初のイラストレーターをかばうために次のような説明をしている。